# 第三航空隊
第三航空隊（だい3こうくうたい）および1942年（昭和17年）11月1日に改称した第二〇二海軍航空隊（だい202かいぐんこうくうたい）は、日本海軍の部隊の一つ。陸上攻撃機隊として編成されたが、太平洋戦争直前に戦闘機隊に改編された。所属機識別章は「X」。

## 沿革

### 三空
1941年4月1日、高雄海軍航空隊の九六式陸上攻撃機3機をもって開隊され、第十一航空艦隊第二十三航空戦隊所属。直後よりA作業（敵地隠密偵察）に着手。高雄発ルソン島、パラオ諸島発ニューギニア、サイパン島発グァム島の偵察に従事。7月頃、ハノイに進出。先発陸攻隊と共同で援蒋ルート爆撃に従事。8月31日、陸攻隊解散。隊員は高雄空・鹿屋海軍航空隊に転出。
1941年9月1日、鹿屋飛行場で戦闘機隊開隊（戦闘機60・偵察機8）。太平洋戦争開戦時はフィリピン攻略戦に参加。開戦時の空襲に関して、かつて零戦が成都攻撃を行った際、420浬進出して空戦したが、なお燃料に余裕があった経験から、約500浬の進出も可能として台湾からのマニラ周辺への直接攻撃を3空が提案して採用された。
12月8日、53機でルソン島イバ飛行場を強襲。12月10日、再度ルソン島を強襲、空中戦で44機撃墜を報告。12月下旬、ミンダナオ島ダバオ飛行場に進出。タラカン島上陸占領作戦を支援。
1942年1月中旬、セレベス島メナド飛行場に進出。アンボン攻略作戦を支援。1月下旬、セレベス島ケンダリーに進出。チモール島攻略作戦を支援。以後、ケンダリーおよびバリクパパンを拠点に制空に従事。2月3日には航空戦で39機撃墜を報告。3月3日、オーストラリア軍ブルーム基地・ウィンダム基地を強襲。3月4日、高雄空のダーウィン爆撃開始。護衛随伴に従事。以後、高雄空の護衛および敵機迎撃に従事。
8月23日、中攻直掩中に迎撃に遭い、中隊長を含む4機を喪失。9月17日、ガダルカナル島の戦いに応じるため、21機をラバウルに派遣、台南空隷下で防空に従事。

### 二〇二空
1942年11月1日、「第二〇二海軍航空隊」に改称。第二五二海軍航空隊がラバウルに到着し、派遣隊は原隊に復帰した。
1943年3月2日、ダーウィン爆撃再開。護衛随伴に従事。オーストラリア空軍スピットファイアとの初の戦闘が発生した。9月20日、第十三航空艦隊新編、二十三航戦を編入。
1944年3月4日、第十四航空艦隊第二十二航空戦隊に転籍。トラック島に転戦。以後、メレヨン島・ポナペ島・ペリリュー島に分散配置。防空に従事。4月20日、トラック島に敵機襲来。6機で迎撃。5月5日　十四航艦の全戦力を第一航空艦隊に移管。この間にも、散発的な空襲・航空戦で消耗。6月2日、渾作戦発動。ペリリューに集結。6月13日、あ号作戦発動。参戦し壊滅。7月10日、解隊。他の在ペリリュー派遣隊と同様に、残留した隊員はダバオに退避し、来るべきフィリピン上陸戦に備えた主力航空隊となる第二〇一海軍航空隊の再編要員に充てられた。

## 使用機種
- 九六式陸上攻撃機…A作業従事期の機体。
- 零式艦上戦闘機…臨戦態勢以後の機体。

## 歴代司令
- 亀井凱夫 大佐：1941年4月10日 -
- 梅谷薫 大佐：1942年8月25日 -
- 岡村基春 中佐：1942年10月5日 -
- 内田定五郎 中佐：1942年9月15日 -
- 根来茂樹 中佐：1944年3月16日 - 1944年7月10日解隊